# Nestelia Forest
Nestelia Forest,, de son vrai nom Carmen Nestelia Bizanguissi Nzoumba, est une chanteuse, auteure compositrice congolaise née le 8 mars 1988 à Bouansa, en République du Congo. Elle est aussi l’artiste congolaise la plus suivie sur Facebook. Elle s'est imposée comme une figure majeure de la musique congolaise contemporaine. Son talent, sa détermination et son engagement font d'elle une inspiration pour la jeune génération d'artistes africains.

## Biographie

### Enfance
Nestelia Forest, grandit dans un environnement musical riche et diversifié, baigné de musique folklorique, rumba, gospel et de hip-hop. C'est dès son adolescence qu'elle commence à écrire ses propres chansons, inspirée par des artistes telles que Beyoncé ou Angélique Kidjo.

### Débuts de carrière
Nestelia Forest commence sa carrière musicale en 2004 à Brazzaville en intégrant le groupe « BBX Nation Pop » en tant que chanteuse , avant de rejoindre par la suite le groupe « Sang noir » à Pointe-Noire en 2010. Elle se fait connaitre à l'échelle nationale grâce à son single Cocorico en collaboration avec le rappeur Mister Koné : le clip est disponible le 6 décembre 2012 sur YouTube. 
Son premier album solo Cocorico sort en 2015, elle y invite le rappeur Teddy Benzo et le chanteur Sosey. Elle sort son deuxième Près du but en 2018. Ce dernier comporte des collaborations avec Ludafrick, Sheryl Gambo et bien d'autres artistes congolais urbains.
En 2017, elle sort le single Gentleman avec Mixton avant de participer l'année prochaine au concert organisé pafr la radio france internationale pour le compte de l'émission « Couluers tropicales » de Claudy Siar.

### Carrière solo
En 2018, Nestelia Forest sort son premier album Près Du But, qui lui vaut une reconnaissance accrue et propulse sa carrière. Son style musical unique, alliant R&B, soul et afrobeat, ainsi que ses textes engagés et sa voix puissante, font d'elle une artiste incontournable de la scène musicale congolaise.

## Discographie

### Single
- 2020 : Ah Tiadi[9]
- 2021 : Minguinita
- 2022 : Ntimani
- 2023 : Bor'o Nini[10]

## Clip
- Ntimani (feat Wayé)
- Gentleman (feat Mixton)
- Une musique, Un amour (feat Sheryl Gambo)
- Udjan
- Yaya lombe

## Collaboration
- Movin Up (feat Teddy Benzo)
- Love Story (feat Key Kolos)
- Ngo Gwani (feat Mariusca La Slameuse)

## Nomination et Récompenses
- 2020 : Meilleure artiste féminine 5e édition des Brazza Best Awards[11]
- 2023 : Consacrée meilleure artiste féminine aux Melting Crew Awards à Fontenay-sous-Bois en France[12]